# Olivier Krumbholz

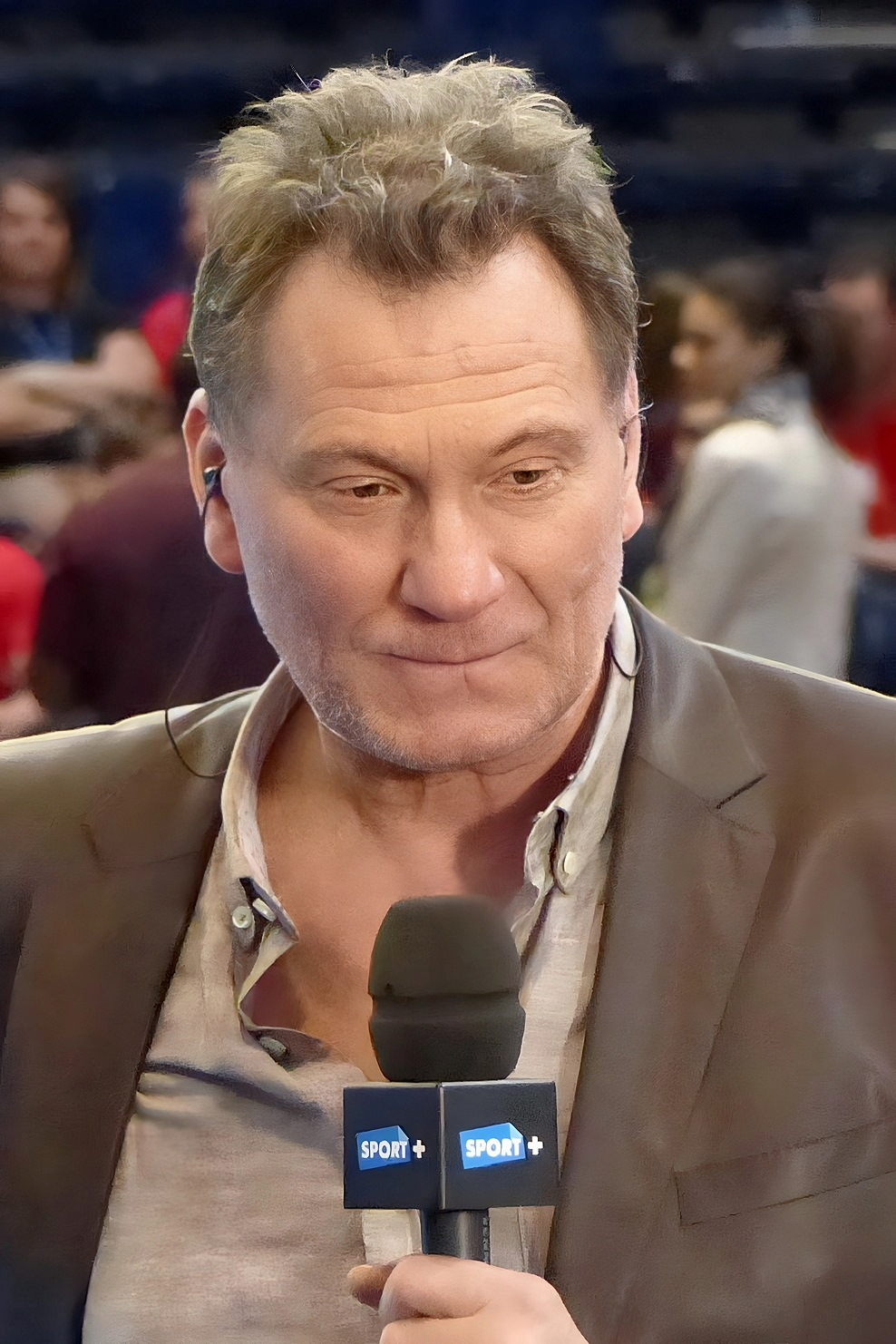
Olivier Krumbholz, 2014.

Olivier Krumbholz, född 12 september 1958 i Longeville-lès-Metz, är en fransk handbollstränare. Han är sedan 2016 förbundskapten för Frankrikes damlandslag. Han var även förbundskapten för det franska damlandslaget mellan 1998 och 2013.

## Tränaruppdrag
- ASPTT Metz (1986–1995)
- Frankrike U20 (1992–1998)
- Frankrike (1998–2013, 2016–)